# Daisy Bishop
Daisy Bishop (* 20. Jahrhundert) ist eine US-amerikanische Schauspielerin. Internationale Bekanntheit erlangte sie durch ihre Rolle in Lost Transmissions.

## Leben und Karriere
Daisy Bishop studierte Musiktheater an der NY21 CAP21 und erhielt einen BFA in Schauspiel an der School of Music, Theatre and Dance der University of Michigan. 2014 war sie für das Videospiel S.C.I Hard als Customizable Female Protagonist tätig. 2017 sah man sie in Vishnu Satyas Kurzfilm Will to Live an der Seite von Pressley Pipkin. Ihr Spielfilmdebüt gab sie schließlich in der Rolle der Frankie in Katharine O’Briens Filmdrama Lost Transmissions neben Juno Temple, Simon Pegg, Rebecca Hazlewood und Alexandra Daddario.
Am 5. September 2020 feierte Filip Jan Rymszas Film Mosquito State  bei den Internationalen Filmfestspielen von Venedig seine Uraufführung. Dort spielte Daisy Bishop im Ensemble um Beau Knapp, Charlotte Vega, Jack Kesy, Olivier Martinez und Audrey Wasilewski.

## Filmografie (Auswahl)
- 2017: Will to Live (Kurzfilm)
- 2019: Lost Transmissions
- 2020: No Clue (Kurzfilm)
- 2020: Mosquito State